# Обикновен орех
 Тази статия е за вида растения.  За рода вижте Орех.  За други значения вижте Орех (пояснение).
Обикновеният орех (Juglans regia) е широколистно дърво, широко разпространено на Балканите, в Югоизточна и Централна Азия до Хималаите и Югозападен Китай. „Орехи“ се наричат и ядките на дървото.

## Описание
Орехът достига височина 20 – 40 m и диаметър на короната до 20 m. Показател за големината им е при дървото в с. Карабунар общ. Септември, което е най – старият орех в окръга с височина 25 метра, обиколка на стъблото – 4,70 метра и възраст 200 години. Има право стъбло и гъста и широка неправилна корона. Орехът е едроразмерно дърво ядрови вид; ядрото е тъмнокафяво до червено-кафяво, има фина структура и светлосива кафеникава беловина. Мъжките цветове са дребни, зелени и събрани в увиснали реси, разположени върху едногодишни леторасли. Женските цветове са единични или събрани по няколко в групи, разположени по върховете на летораслите. Цъфти в края на април и началото на май. Плодът на ореха е ценокарпна костилка.

## Приложение
Орехът се използва като дървен материал. Притежава добри якостни свойства, не се измята, не набъбва и не засъхва много. Обработва се гладко и добре се лакира.
Ореховите ядки са богати на белтъчини, мазнини, железни, фосфорни, магнезиеви и други минерални соли, на витамини от В-група и цяла гама от микроелементи. Зелените орехчета са богати на витамин С. От тях се приготвя спиртна настойка, която се приема при възпалителни процеси в устната кухина. Могат да се използват и за орехов ликьор или сладко. Орехите присъстват в редица рецепти: за таратор, кьопоолу, разбит хайвер, за пълнежа на традиционно приготвяния за Никулден шаран и др. Много често се използват в сладкарството.

## Отглеждане на орех

### Избор на място
Икономически изгодно е ореховите насаждения да се създават в места с относително най-благоприятно съчетание на екологични фактори съобразно с биологичните особености и изисквания на ореховите сортове и подложки.
Най-голямо внимание трябва да се обръща на климатичните фактори – температурен режим през зимата и пролетта, годишна сума на валежите по сезони. От гледна точка на надморската височина най-благоприятни са температурните условия до 400 – 500 m в припланинските области.
Първостепенно значение имат и генотипът на почвата, дълбочина и дренираността ѝ, почвената реакция (pH), плодородието, изложението, наклонът, степента на ерозионните процеси и др. При преценката освен типа на почвата важно значение имат преди всичко дълбочината на коренообитаемия слой, плътността и механичния състав, нивото на подпочвените води и наличните източници за напояване.
Орехът предпочита дълбоки почви – поне 1,5 m. Нивото на постоянните подпочвени води не трябва да бъде по-високо от 2 m, а на подвижните – от 1,2 m. Плитките, силно ерозирани, каменисти, както и тежките, заблатени и силно уплътнените почви са непригодни за създаване на промишлени орехови насаждения. При избора на места за орехови насаждения трябва да се предпочитат почви с дълбоко разположен карбонатен слой (80 – 100 cm) и слабо кисела до неутрална реакция.
По-благоприятни са местата със северно изложение (до 500 m надморска височина). При по-голяма надморска височина предимство има южното изложение, където температурната сума отговаря в по-голяма степен на биологичните изисквания на ореха. В хълмистите райони подходящи са и останалите изложения.

### Предпосадъчна подготовка
Предпосадъчната подготовка на места се изразява в почистване на терена от дървесна и храстова растителност, подравняване, наторяване, риголване и др.
При наклонени терени тя включва и мерки за противоерозионна защита – изграждане на широки напорни тераси, улесняващи механизираната обработка, торене, борба с болести и неприятели, прибиране на реколтата и др. На сравнително по-бедни почви, с влошени физични свойства, предпосадъчната подготовка включва и предварително отглеждане на култури за зелено торене и заораването им в най-подходящи срокове.
Риголването на 60 – 70 cm дълбочина е едно добро агротехническо мероприятие, с което горният хумусен хоризонт, който съдържа най-много достъпни за растенията хранителни вещества, се заорава дълбоко в зоната, където се развива кореновата система на дърветата и се създават условия за проникване на въздух.
Риголването трябва да се извършва най-малко 3 месеца преди засаждането, като преди това се разхвърлят предвидените К и Р торове. След риголването се извършва повторно основно подравняване на площите, разхвърлят се торовете и дълбоко се заорават. Така в зоната на активната коренова система на растенията се внасят хранителни елементи в по-големи количества, което стимулира бързия растеж през първите години от засаждане то им.
В предпосадъчната подготовка се включват още маркирането, изграждането на пътна мрежа, напоителните и отводнителните канали.

### Подреждане на сортовете
Добивите от ореховите насаждения зависят от възможностите за взаимно опрашване на отглежданите сортове. При подреждането на сортовете е необходимо да се вземат под внимание не само биологичните им способности по отношение на цъфтежа на мъжките и женските цветове, но и възможностите за пренасяне на прашеца от вятъра, както и условията за осигуряване на еднообразна стокова продукция и улесняване на механизираната беритба.
Съобразно с биологичните особености на сортовете и най-вече с растежните им прояви и цъфтежа на мъжките и женските цветове, за да се опрашват ефективно, те трябва да се подреждат според приетите схеми за един декар орехово насаждение. Това осигурява възможност за получаване на завръз 50 – 90 % като основна предпоставка за висока продуктивност. За всеки основен сорт се препоръчват най-малко по два сорта опрашители, с което се осигурява ефективно опрашване.

### Разстояния на засаждане
При равнинни и слабо наклонени терени най-подходяща система на засаждане е правоъгълната, която осигурява по-добри възможности за механизиране на процесите на отглеждане. При наклонени терени предимство на отглеждане има релефна система на засаждане.
При обикновените насаждения се препоръчват разстояния 10 – 12 m между редовете и 8 – 10 m в реда. При определяне на разстоянията трябва да се съобразим с плодородието на почвата, растежните способности на сортовете и подложките, с изискванията на машините за обработка и за беритба на плодовете. В един декар могат да бъдат засадени между 10 – 12 дръвчета, за да има достатъчен просвет за короната на отделните орехи. Поради големите разстояния на засаждане в ореховите насаждения е необходимо да се извършва уплътняване на междуредията с някои други овощни видове. Най-подходящ уплътнител е бадемът. При поливни условия подходящ за отглеждане овощен вид е прасковата, а за неполивни – вишната.

## В културата
В традиционния български фолклор се смята, че листата на ореха имат магическа сила да разделят мъж от жена и дори крави от бикове. Те се използват също от млади жени за предпазване от змейове и самодиви, особено през Русалската неделя. Според популярно поверие не трябва да се спи под орехово дърво, а според друго човек, посадил орехово дърво, умира, когато стъблото на дървото стане дебело колкото врата му.